# Старостин, Максим Иванович
Максим Иванович Старостин (1902—1948) — советский партийный, государственный и военно-политический деятель.

## Биография
Родился 20 июля 1902 года (по другим данным 15 августа) в деревне Столыпино Вольского уезда Саратовской губернии Российской империи в семье кочегара.
В 1913 году закончил Иркутскую железнодорожную школу, затем в 1918 г. 5 классов промышленного училища. С июня 1918 г. ученик слесаря слесарно-жестяной мастерской Хейфица. С февраля 1919 г. подручный слесаря кузнечной и слесарной мастерской Кузнецова. С апреля 1920 г. слесарь депо на станции Иркутск Забайкальской железной дороги. С октября 1921 г. помощник уполномоченного и уполномоченный чрезвычайной транспортной комиссии на станции Иркутск и станции Иннокентьевская Забайкальской железно дороги. В июне-октябре 1922 г. помощник начальника 1-й района городской милиции в г. Балаганск Иркутской губернии. С октября 1922 г. курсант Иркутской школы советского и партийного строительства 2-й ступени. В 1922 году вступил в коммунистическую партию. В июне-октябре 1923 г. секретарь Балаганского уездного комитета РКСМ. С октября 1923 г. заведующий информационно-инструкторским отделом Иркутского губернского комитета РКСМ, с марта 1924 г. член комитета, инструктор по работе среди молодежи Дорпрофсожа Забайкальской железной дороги. С февраля 1925 г. в Рабоче-крестьянской Красной армии: политбоец, с июня 1925 г. политрук роты, ответственный организатор коллектива РЛКСМ/ВЛКСМ 104-го стрелкового полка 35-й стрелковой дивизии. С ноября 1926 г. политрук роты 9-го железнодорожного полка. С июля 1928 г. секретарь партийного бюро 4-го отдельного радиобатальона. Участвовал в конфликте на КВЖД. С ноября 1930 г. начальник клуба пехотных командных курсов. Окончил Институт советского строительства в 1931 году. С января 1932 г. преподаватель социально-экономического цикла 4-й авиатехнической школы. С января 1933 г. по июнь 1938 г. слушатель Военно-инженерной академии им. В. В. Куйбышева. После окончания академии в счёт «1000» направлен в распоряжение ЦК ВКП(б), работал инструктором Отдела руководящих партийных органов ЦК ВКП(б).

### Во главе Мурманской области
С января 1939 года по апрель 1945 года Старостин — 1-й секретарь Мурманского обкома ВКП(б). В центре его работы — развитие экономики: завершение комбината «Североникель», строительство второй станции каскада Нивских ГЭС, судоремонтный завод, расширение мощностей треста «Апатит», развитие рыбного и торгового порта в Мурманске, создание морского пароходства.
В 1940 году немцы оккупировали Норвегию и было ясно, что Советскому Союзу нужно укреплять свои северные рубежи. Совместно с комбригом К. Р. Синиловым Старостин создавал Мурманский пограничный округ и Кандалакшский укрепрайон. Безуспешная попытка немецко-фашистских войск взять Мурманск в первые дни войны показала, что это было сделано вовремя и правильно. В дневнике, где Максим Иванович ежедневно в течение всей войны описывал происходящие события, есть запись: "28 января 1942 г. Взятый в плен ефрейтор пехотного полка заявил: «Ваши действия на Мурманском направлении очень удачны. Можно утверждать, что это единственное место на фронте, где с самого начала войны наши части не сумели продвинуться вперед. Вы нанесли нам большие потери» На Кандалакшском направлении настроение солдат, судя по показаниям пленных, не лучше. Солдат, взятый в плен, показал: «Нам обещали взять Кандалакшу за 12 дней и дойти до Белого моря, но до сих пор не сумели этого сделать, хотя прошло уже 6 месяцев. Настроение солдат подавленное — они не ожидали такого упорного сопротивления русских».
Вместе с руководителем областного управления НКВД А. Ф. Ручкиным обком организует эвакуацию важнейших объектов промышленности в первые дни войны, а затем охрану важнейших промышленных предприятий и объектов оборонного значения от диверсантов и вредителей; создание аварийно-восстановительных отрядов МПВО в городах Мурманске, Кировске, Мончегорске, Кандалакше; создание областного Комитета помощи по обслуживанию больных и раненых бойцов и командиров РККА; военный всеобуч; строительство четырех линий оборонительных укреплений на Мурманском направлении.
С 3 июля обком начал формировать из числа трудящихся истребительные батальоны, медико-санитарные дружины и полки народного ополчения. В ополчение записалось свыше 4 тыс. человек, которые благодаря успешным действиям РККА при обороне Мурманска не ушли на фронт, а были оставлены в резерве в городе. С сентября 1941 г. по сентябрь 1944 г. из народного ополчения в ряды действующей армии и флота было призвано 2080 человек.
Когда угроза оккупации Мурманска была ликвидирована, Максим Иванович возглавил реэвакуацию и восстановление комбината «Североникель», отправив соответствующую докладную записку секретарю ЦК ВКП (б) Г. М. Маленкову 30 апреля 1942 г.
18 июля 1942 г. управлением НКВД было завершено и утверждено на заседании бюро обкома создание двух партизанских отрядов для ведения диверсионной и разведывательной деятельности в тылу врага: «Советский Мурман» и «Большевик Заполярья» в составе 120 человек. С 1942 по 1944 годы они совершили десятки рейдов на территорию противника, уничтожали живую силу, коммуникации и склады с боеприпасами, добывали разведсведения. Благодаря полученным от них данным было уничтожено от 80 до 120 немецких военных кораблей.
Старостин организовал на заводе № 310 в Кандалакше производство минометов, мин, гранат и автоматов ППШ.
Под контролем обкома оставались и все «мирные» вопросы: призыв молодёжи в ФЗУ, освоение земель под посев и производство сельскохозяйственной продукции, коммунальное хозяйство, приём и разгрузка в порту союзных арктических конвоев, развитие прибрежного лова рыбы в Белом и Баренцевом морях для снабжения населения области продовольствием. В январе 1942 года мурманчане по просьбе секретаря Ленинградского обкома партии А. А. Жданова отправили в блокадный город груз рыбной продукции: рыбьего жира — 9 тонн, сельди — 50 тонн, трески 100 тонн и семги — 40 тонн. Максим Иванович записал в дневнике: «Посмотрел данные о наличии у нас рыбы. Положение плохое, но ленинградцам тяжелее, чем нам, поэтому надо помочь». 21 и 23 февраля 1942 года в Ленинград было отправлено также 1400 тонн сахара.
В сентябре 1942 года Старостин утверждается председателем Мурманского городского Комитета обороны и во все городские и районные комитеты партии области уходит телеграмма за подписью Максима Ивановича: «…область переведена на военное положение. Организуйте население на постройку укрытий и убежищ. Обеспечьте поставку для армии автомобилей и коней в хорошем состоянии. Организуйте помощь семьям ушедших в ряды армии, обеспечьте дровами, устройством на работу жен и детей в детсады». Как член Совета 14-й армии Старостин решал проблемы хозяйственного, медицинского и бытового обеспечения войск, особенное внимание уделяя продовольствию.
Во время Великой Отечественной войны Старостин был членом военного совета Северного фронта, затем с 28 июня 1941 г. в звании бригадный комиссар членом Военного совета 14-й армии. В связи с отменой института военных комиссаров и введением единоначалия в Красой армии в конце 1942 г. переаттестован в полковника. В 1944 году ему было присвоено звание генерал-майор.
Старостин был инициатором учреждения медали «За оборону Советского Заполярья» (1944), которой награждены более 350 тысяч человек.

### Последние годы
С 1945 года ответственный организатор, а с 1946 года инспектор Управления кадров ЦК ВКП(б). С августа 1947 г. по июль 1948 г. заместитель министра госконтроля СССР по кадрам, с июля 1947 г. по июль 1948 г. член коллегии Министерства госконтроля СССР.
Кандидат в члены ЦК ВКП(б) (21.3.1939 — 14.11.1948).
Скончался 14 ноября 1948 года (по другим данным 19 ноября). Похоронен на Новодевичьем кладбище Москвы.

## Награды
Награждён орденом Ленина, Красного Знамени (06.11.1945), орденом Красной Звезды (30.04.1945), орденом Трудового Красного Знамени (03.05.1940, «за выдающиеся заслуги в деле освоения Северного Морского Пути и районов Крайнего Севера, а также за образцовую и самоотверженную работу в период арктических навигаций 1938 и 1939 годов»), Знаком Почёта.

## Воинский звания
Бригадный комиссар — 1941;
Полковник — 14.02.1943;
Генерал-майор — 02.03.1944.

## Память
В честь М. И. Старостина в Мурманске названа улица.